# Beat 'em up

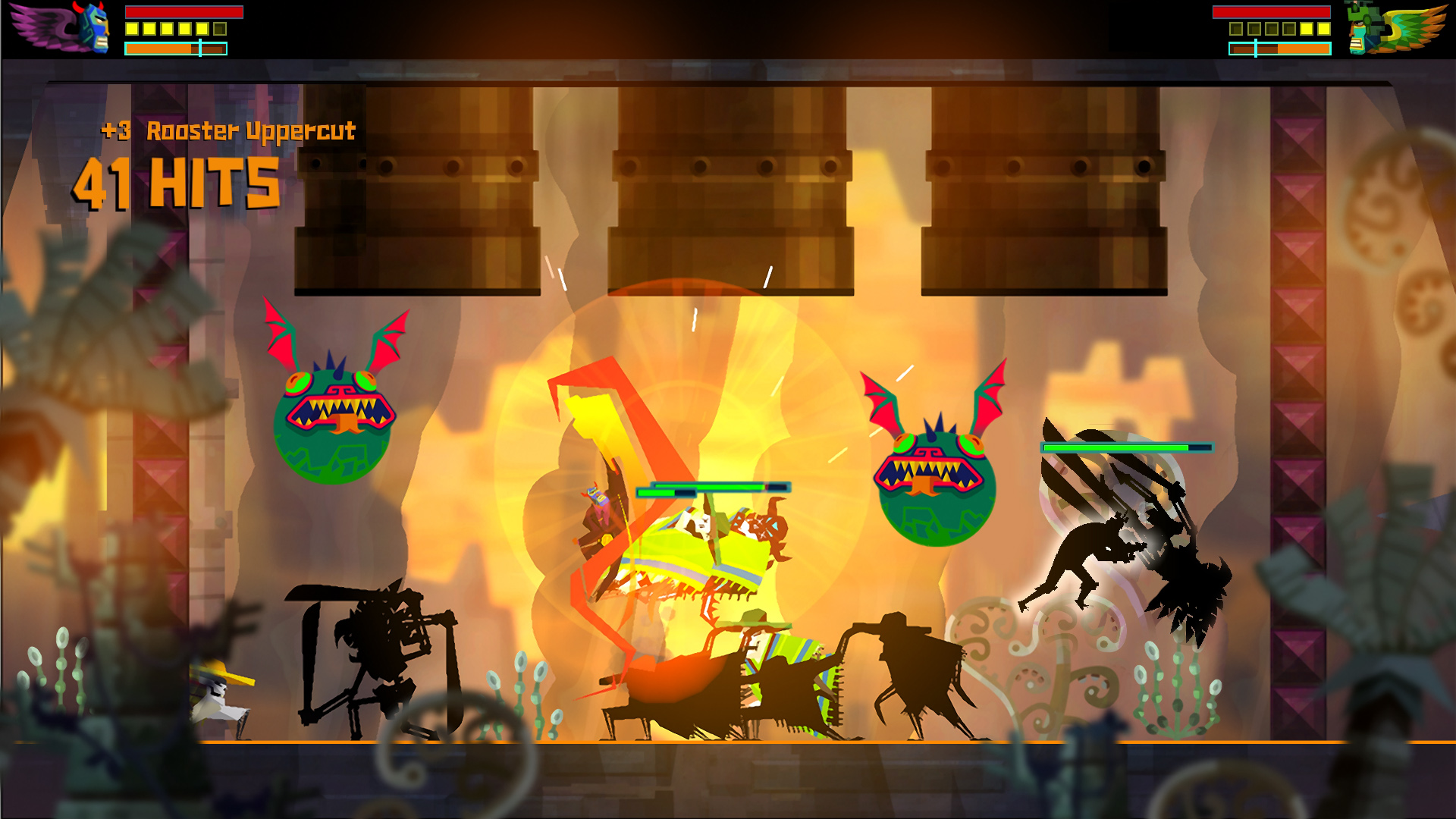
Guacamelee!

Побий їх усіх (англ. Beat 'em all або Beat 'em up) — окремий піджанр файтингів, дія яких відбувається за межами арени, де гравцю необхідно побити усіх супротивників одночасно. Ранні варіанти таких ігор, що були в 2D, звалися англ. scrolling fighting games і англ. fighting action games. За ігровою механікою ці ігри відповідають файтингам.

## Особливості
Побий їх усіх — окремий жанр-різновид файтингів, у яких дія відбувається за межами арени, а гравець часто б'ється з численними супротивниками одночасно. За ігровою механікою ці ігри відповідають файтингам.
Аналогічні ігри, але акцентовані на холодній зброї, виділяють в слешери.
Основні відмінності beat 'em up від «звичайного» файтинга в тому що дія відбувається на звичайних ігрових рівнях, а не на замкненій арені, а замість рівного бою один-на-один на гравця нападають відразу кілька супротивників — звичайно слабших, ніж персонаж гравця, — і щоб просунутися далі в грі, гравець повинен їх усіх перемогти (убити, знерушити, нейтралізувати іншим доступним у грі способом). У необхідності поборотися з усіма ворогами — основна відмінність beat'em up від інших видів екшену, таких як платформер, де гравець може обійти ворога й продовжити гру.

## Найвизначніші ігри

### 2D
- Bad Street Brawler
- Battletoads (SNES)
- Double Dragon
- Comix Zone
- Golden Axe (Sega Mega Drive)
- Streets of Rage (Sega Mega Drive)
- Captain Commando (SNES)
- The Death and Return of Superman
- Spider man and Venom: Separation anxiety
- River City Ransom (NES)
- Teenage Mutant Ninja Turtles
- Splatterhouse
- Scott Pilgrim vs. the World: The Game

### 3D
- God Hand
- Batman: Arkham Asylum (Beat'em up + Stealth-Action)
- Batman: Arkham City
- GUNNM: Memories of Mars (файтінг + jRPG)
- Oni
- Enter the Matrix
- The Matrix: Path of Neo
- The Warriors
- TMNT 2: Battle Nexus
- Splatterhouse(2010) (Horror, Beat 'em up)
- Оніблейд